# Byzantinische Stadtmauer (Thessaloniki)

Thessaloniki in vorbyzantinischer Zeit

Thessaloniki in byzantinischer Zeit

Die byzantinische Stadtmauer von Thessaloniki (griechisch Τείχη της Θεσσαλονίκης Tíchi tis Thessaloníkis) ist heute etwa 4 Kilometer lang, einst aber betrug ihr Umfang 8 Kilometer. Ihre Höhe beträgt heute 10 bis 12 Meter, an den Hochpunkten der Türme bis zu 15 Meter. Sie ist Bestandteil des UNESCO-Weltkulturerbes Frühchristliche und byzantinische Bauten in Thessaloniki.
Was Bauweise und Gesamtanlage betrifft, weist die in Istanbul erhaltene Theodosianische Mauer einen ähnlichen Stil auf.

## Name

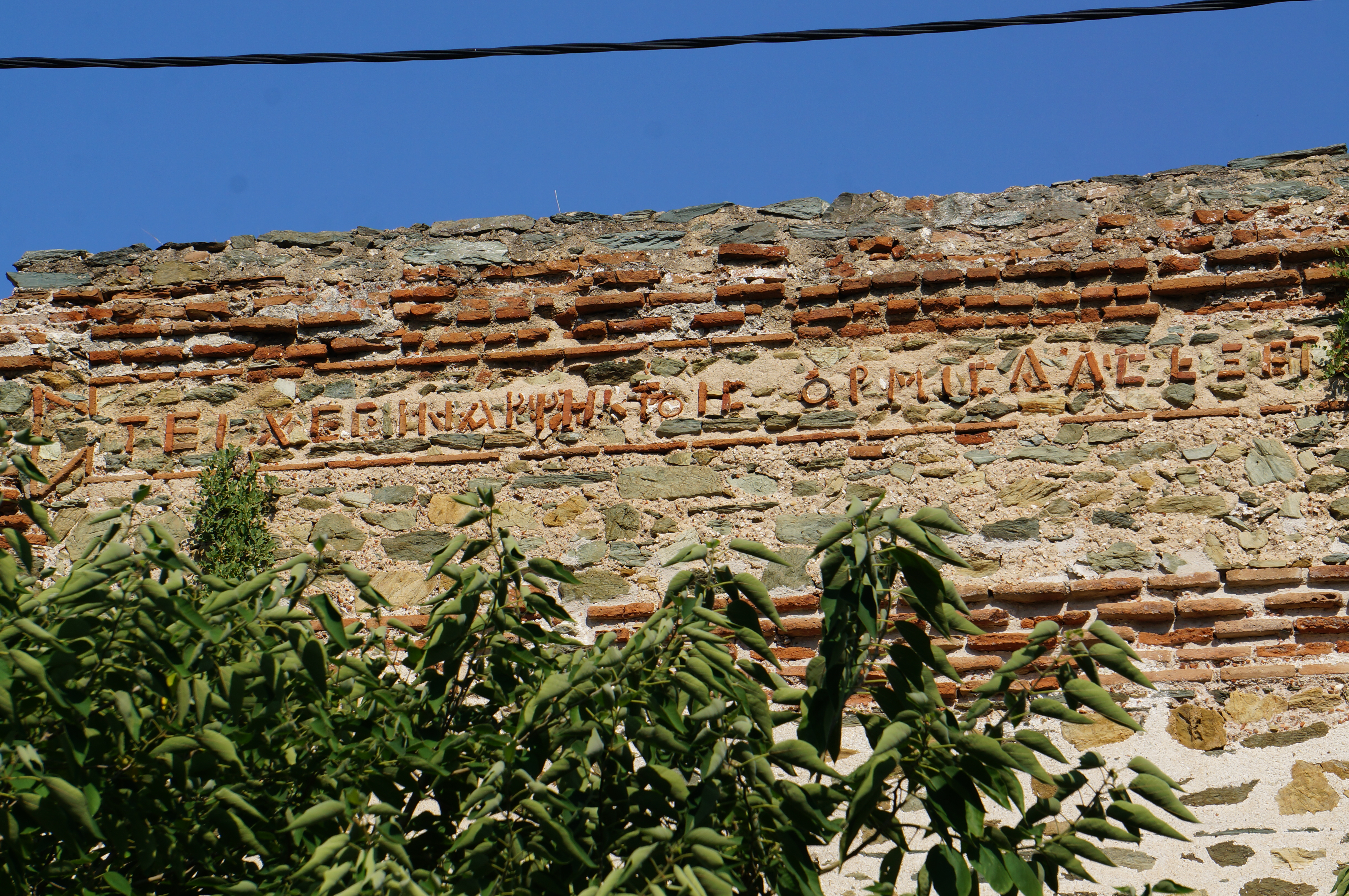
Inschrift auf der Mauer: ΤΕΙΧΕϹΙΝ ΑΡΡΗΚΤΟΙϹ ΟΡΜΙϹΔΑϹ ΕΞΕΤ […]

In einer Inschrift, die sich in einem Turm auf der östlichen Seite befindet, gegenüber vom Krankenhaus des Heiligen Demetrius, heißt es (mit lunarem Sigma): «ΤΕΙΧΕϹΙΝ ΑΡΡΗΚΤΟΙϹ ΟΡΜΙϹΔΑϹ ΕΞΕΤΕΛΕϹΕ ΤΗΝΔΕ ΠΟΛΙΝ […]» (Teichesin arrektois Ormisdas exetelese tende polin […] „Ormisdas befestigte die Stadt mit unzerstörbaren Mauern […]“). Das war im 4. Jahrhundert nach Chr., in frühbyzantinischer bzw. spätantiker Zeit, aber bereits davor hatte die Stadt eine Mauer, deren wechselhafter Verlauf auf den Abbildungen rechts dargestellt ist. Thessaloniki war über viele Jahrhunderte „teichoperikleisti“, also eingeschlossen von einer Mauer. Diese erreichte in byzantinischer Zeit ihre größte Ausdehnung. Aber auch danach noch, in osmanischer Zeit, wurden Ergänzungen vorgenommen, wie der bekannte Weiße Turm an der heutigen Uferpromenade. Insofern ist der Name byzantinische Mauer nicht ganz zutreffend.

## Heutiger Verlauf
Die Stadtmauer, die auf dem Plan ehemals ein geschlossenes unregelmäßiges Viereck bildete, ist heute nicht mehr komplett erhalten. Der Weiße Turm an der Südostecke des Vierecks steht heute frei. Die Ufermauer ist überhaupt nicht mehr vorhanden, die Ostmauer fehlt in diesem Bereich ebenfalls. Erst etwas weiter nördlich ist sie noch vorhanden und verläuft in einer langen Geraden parallel zur Odos Elenis Zografou bergauf bis zur Akropolis, wo sich in einer Ringmauer der in osmanischer Zeit hinzugefügte bauliche Komplex des Heptapyrgions befindet. Von hier wendet sich die heute noch erhaltene Stadtmauer in einem dem bergigen Gelände angepassten unregelmäßigen Verlauf Richtung Westen. An der Odos Agiou Dimitriou, wo sich früher ein Stadttor befand, fehlt ein Stück, dann ist sie wieder da und verläuft gerade in Richtung Süden dem Meer zu (das letzte Stück ist nicht mehr vorhanden).

## Konstruktion

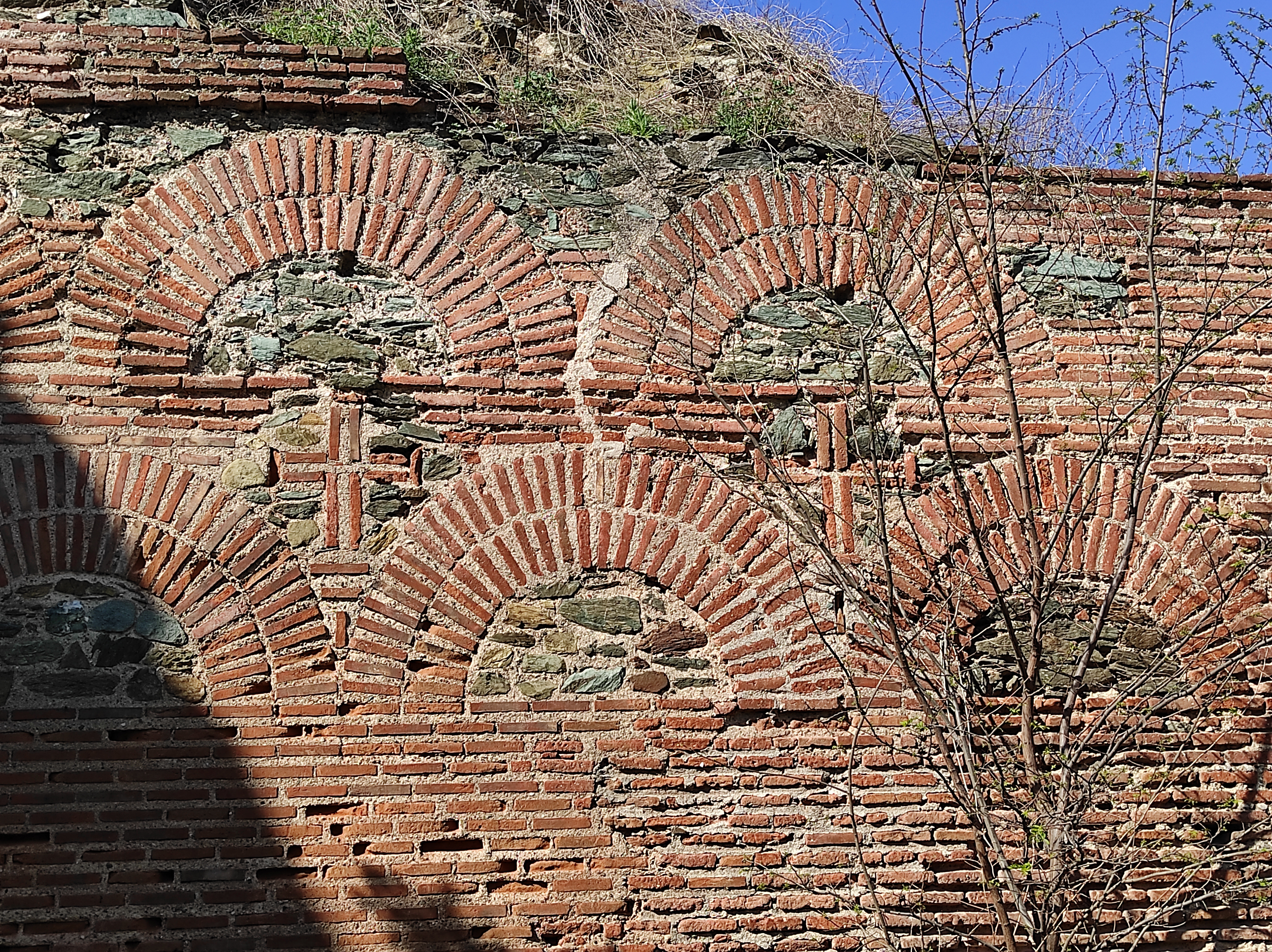
Übereinanderliegende byzantinische Backsteinbögen (9.–10. Jahrhundert n. Chr.), Claudianou-Straße, Thessaloniki

Die Mauer besteht größtenteils aus unbehandelten, mit Mörtel verbundenen Steinen, eine (neu-)griechisch Αργολιθοδομή Argolithodomi genannte Technik. Gemauerte Zwischenschichten sorgen für Stabilität. In einigen Teilbereichen ist die byzantinische Stadtmauer reines Mauerwerk. Im Norden und Westen, beispielsweise in der Claudianou-Straße, befinden sich an der Außenseite Verzierungen mit Mustern, ähnlich wie sie in der Keramik der Zeit gebräuchlich waren. Dazu zählen übereinander liegende Halbbögen aus Backsteinen, Fischgrätenmuster, christliche Ziegelkreuze in verschiedenen Varianten und antike griechische Symbole (Sonnendarstellungen, Rauten).
Die Dicke der Mauer beträgt zwischen 2,50 und 4,50 Meter, ihr Querschnitt ist trapezförmig, das heißt, die Mauer ist unten dicker als oben.

## Türme und Tore

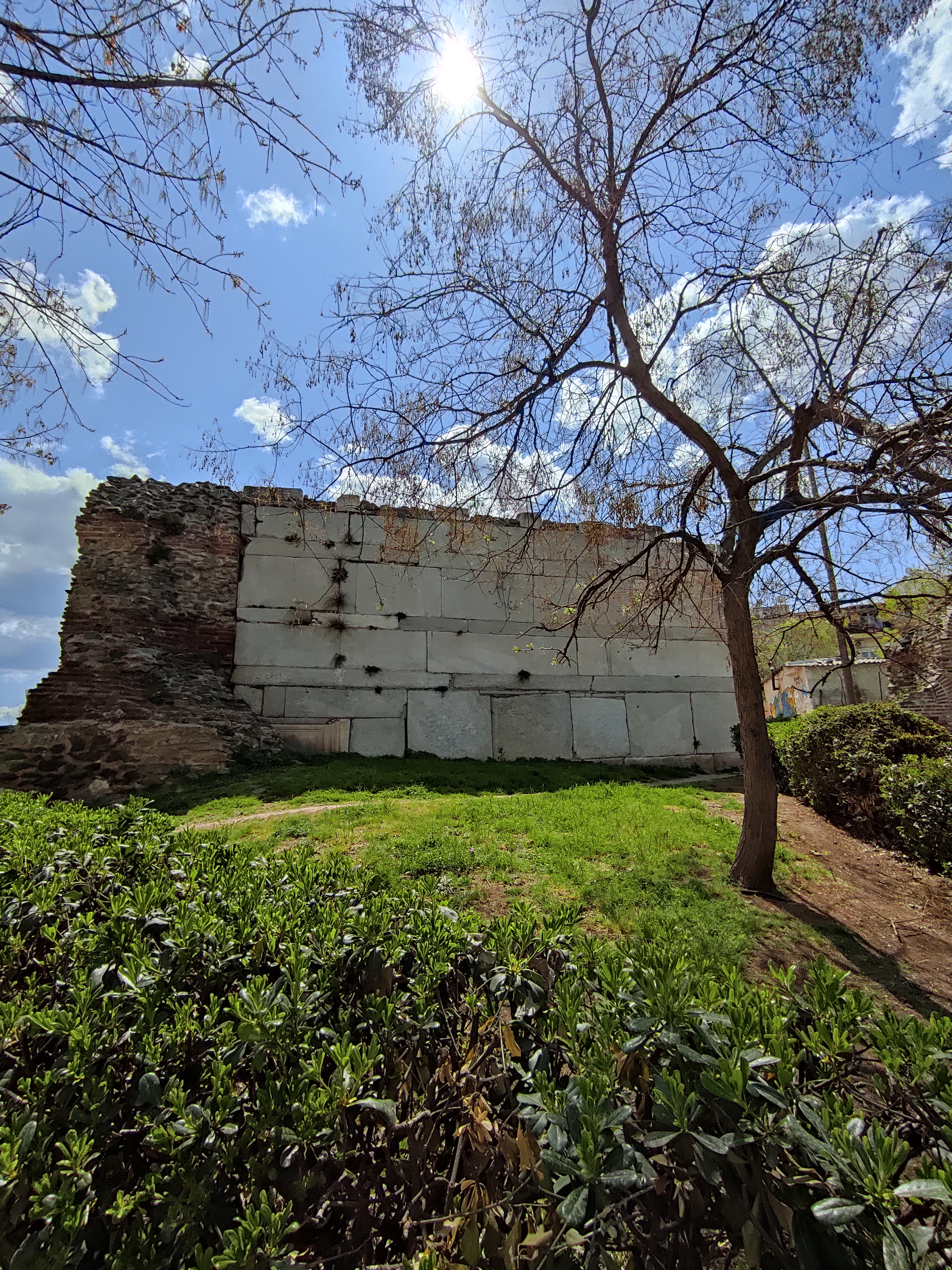
Der Claudianus-Turm

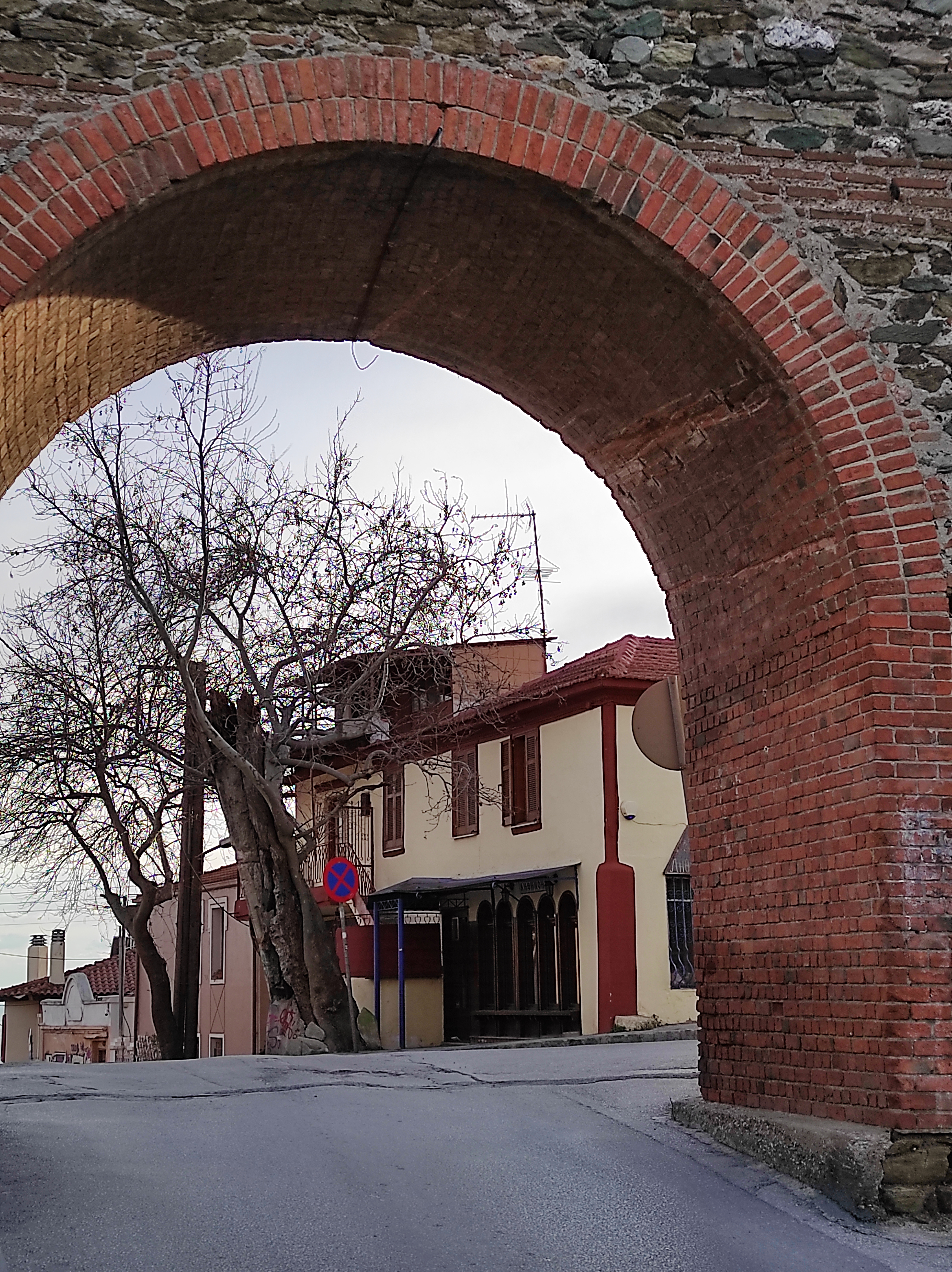
Die Portara (großes Tor), Akropoleos-Straße, Oberstadt von Thessaloniki

Für Türme befinden sich an der West- und Ostmauer dreieckige Auskragungen, während an den höchsten Punkten und insbesondere im Teil, der die Akropolis von der Stadt trennt, rechteckige Türme stehen. Derzeit befinden sich etwa 50 Türme auf den Mauern. Unter diesen sind die wichtigsten aus der byzantinischen Zeit: im Westen der Turm von Claudianus, im Süden der Turm von Anaglyphos, im Osten der Turm des oben erwähnten Ormisdas (5. Jahrhundert n. Chr.) und an der nördlichen Mauer der Turm von Andronikos Lapardas und der Turm von Manuel Palaiologos. Zu den Ergänzungen der osmanischen Zeit zählt neben dem erwähnten Weißen Turm als weiterer zylindrischer Turm der Alyssa-Turm oder Trigonion-Turm am nordöstlichen Ende (15. Jahrhundert). Am südwestlichen Ende errichteten die Osmanen an der Vardari-Festung den polygonalen Turm von Top Hane.
Ursprünglich hatte die Mauer zahlreiche Tore, die größten von ihnen im flachen Gelände, die nachts verschlossen wurden. Sie wurden mit dem Rückbau der Mauer im 19. Jahrhundert abgebaut. An der heutigen Odos Egnatia befand sich im Westen das Goldene Tor, im Osten das Kassandreotiki Tor oder Kalamaria Tor, an der Odos Agiou Dimitriou im Westen das Litaia Tor, im Osten das Neue Goldene Tor und am Weißen Turm das Römische Tor. Das noch erhaltene Portarator ist nur eine bescheidene Reminiszenz an die früher zahlreich vorhandenen Tore.

## Geschichte

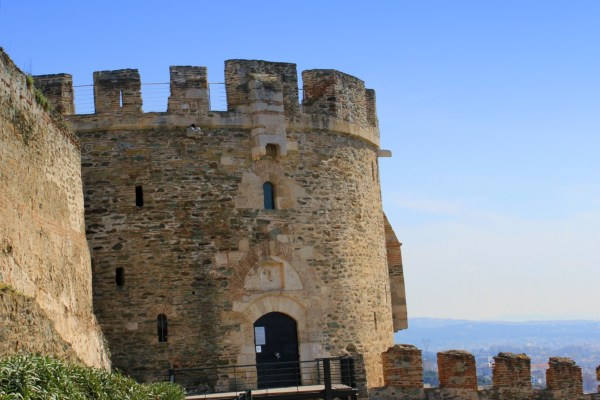
Der Turm von Alyssa (Trigonion) in der Oberstadt

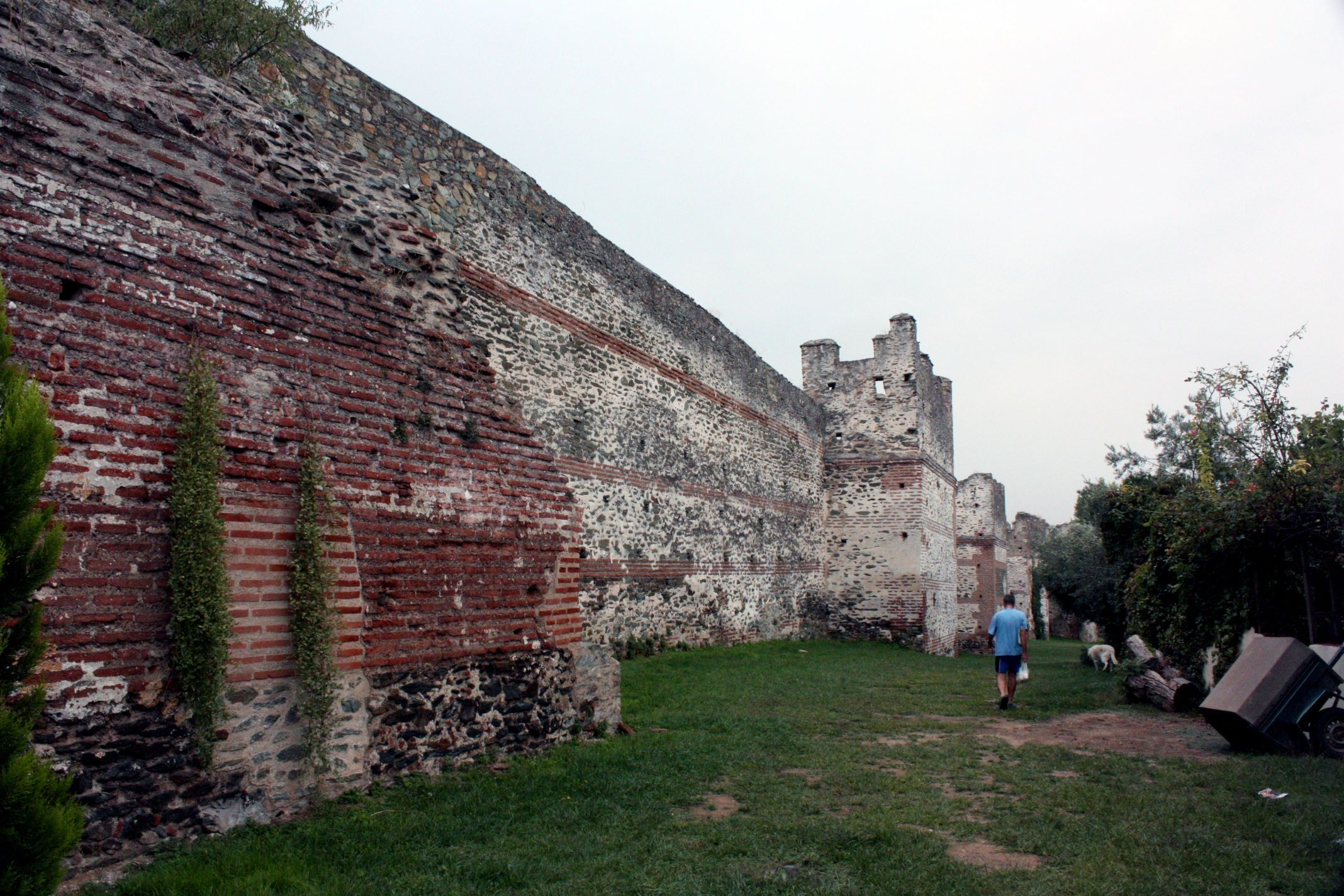
Blick auf die nordöstliche byzantinische Stadtmauer

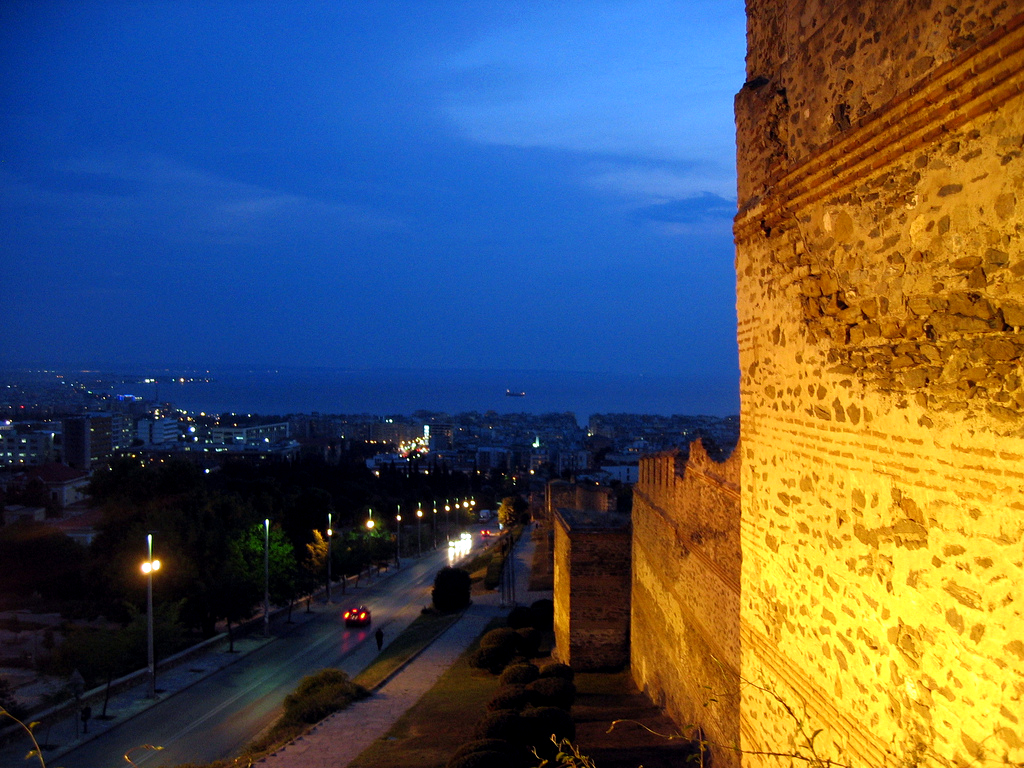
Nächtliche Beleuchtung der byzantinischen Stadtmauer

Die erste Befestigung von Kassandros, wie Thessaloniki anfangs hieß, stammt aus dem 3. Jahrhundert v. Chr. Die Eroberung durch die Römer im Jahre 167 v. Chr. brachte den römischen Frieden und machte die Mauern überflüssig, die deshalb etwa in der Mitte des 1. Jahrhunderts v. Chr. bereits in Trümmern lagen.
Im 3. Jahrhundert n. Chr. wurden zum Schutz der Stadt vor den Goten Befestigungsanlagen mit Materialien aus Vorgängerbauten errichtet. Mit diesen Befestigungen konnten zwei gotische Angriffe in den Jahren 254 und 268 abgewehrt werden. Die römische Mauer war einteilig, 1,65 m breit und hatte quadratische Türme. Die Hauptstraße der Stadt (Leoforos oder Mesi) erstreckte sich vom Goldenen Tor im Westen (Vardari-Platz) bis zum Kassandreotischen Tor im Osten (siehe auch Karte). Die Südmauer befand sich südlich der heutigen Tsimiski-Straße.
Zu Beginn des 4. Jahrhunderts zogen Galerius und Konstantin der Große durch Thessaloniki und verstärkten die Mauer. Ende des 4. Jahrhunderts wurde außerhalb der vorherigen eine zweite Mauer mit dreieckigen Vorsprüngen errichtet. Die heute sichtbare Mauer wurde vom Ende des 4. bis zur Mitte des 5. Jahrhunderts erbaut, während im 7. Jahrhundert ein anschließendes Verbesserungsprogramm von Heraklios umgesetzt wurde, um die Verteidigung der Stadt gegen die Awaren und die Slawen zu sichern. Im Jahr 904 wurde die Stadt von den Sarazenen durch einen Angriff vom Meer aus erobert und geplündert, was nach dem Abzug der Sarazenen zu einer Verstärkung der Ufermauer führte.
Bei der Eroberung der Stadt im Ersten Osmanisch-Venezianischen Krieg drangen die osmanischen Belagerer am 29. März 1430 durch den Trigonion-Turm im Norden in die Stadt ein. Sie unterhielten die Mauer über viele Jahrhunderte und ergänzten sie. 1874 wurden die Ufermauer und ein Teil der Ostmauer abgerissen, da diese die Entwicklung der wachsenden Stadt behinderten.